# Budyłów (obwód iwanofrankiwski)
Budyłów (ukr. Будилів) – wieś na Ukrainie w rejonie śniatyńskim obwodu iwanofrankiwskiego.